# Jorge Lillo
Jorge Sadi Lillo Nilo (Curicó, 24 de abril de 1922-Santiago de Chile, 28 de septiembre de 1975) fue un actor, director de teatro, dramaturgo y profesor chileno. Figura destacada del Teatro Experimental de la Universidad de Chile entre 1941 y 1973.
Tras el golpe de Estado del 11 de septiembre de 1973 contra el Presidente de la República Salvador Allende, Lillo fue despedido del Departamento de Teatro de la Universidad de Chile (DETUCH). 
Participó como actor en las películas Hollywood es así (1944), El diamante del maharajá (1946), El ídolo (1952), Chile y su pueblo (1953), Érase un niño, un guerrillero, un caballo (1967), Caliche Sangriento (1969), Voto + fusil (1971) y El Benefactor (1973). 

## Homenaje
- Libro Un hombre de teatro: Jorge Lillo Nilo (2002). Editorial Impr. Nelson Elgueta, Viña del Mar.[3]